# Heterocladium macounii
Heterocladium macounii là một loài Rêu trong họ Thuidiaceae. Loài này được Best mô tả khoa học đầu tiên năm 1901.